# 利榮康
利荣康（英語：Jung Kong Lee；1924年12月—1990年），美国华人化学家、商人以及官员，香港利希慎家族之中利希慎的第六子。

## 生平
利荣康于1924年12月生于香港，为当时利希慎家族中的成员。曾在二战时期效力于国民革命军，并且作为当时于中缅印战区作战的美国将军约瑟夫·史迪威的传译员。
在前往美国前曾就读于岭南大学。在前往美国后，于普林斯顿大学就读，主修化学并成为其中西格玛会的一员。
1955年，利荣康于普林斯顿大学博士毕业，并于同年进入麻省理工大学进修博士后。其后加入堪萨斯大学化学部。在1970-1980年代，为该部门副主席。
除此以外，利荣康还是圣地亚哥索尔克研究院的国会成员以及英格兰剑桥大学东亚科学史基金会的官员。
1990年，利榮康于密苏里州的堪萨斯市逝世，享年65岁。